# Harold Hall (cầu thủ bóng đá)
Harold Hall (1887 – sau 1911), hay còn gọi Harry Hall, là một cầu thủ bóng đá người Anh thi đấu cho Rotherham Town, Huddersfield Town và Grimsby Town.
Ba người trong anh em của ông, Ben, Ellis và Fretwell, cũng thi đấu ở Football League.